# Hauenštejn
Hauenštejn (též Horní hrad či Hauenstein) je hrad z druhé poloviny 13. století přestavěný na zámek v osadě Horní Hrad nedaleko Stráže nad Ohří v Krušných horách v okrese Karlovy Vary. Od roku 1964 je chráněn jako kulturní památka.

## Historie

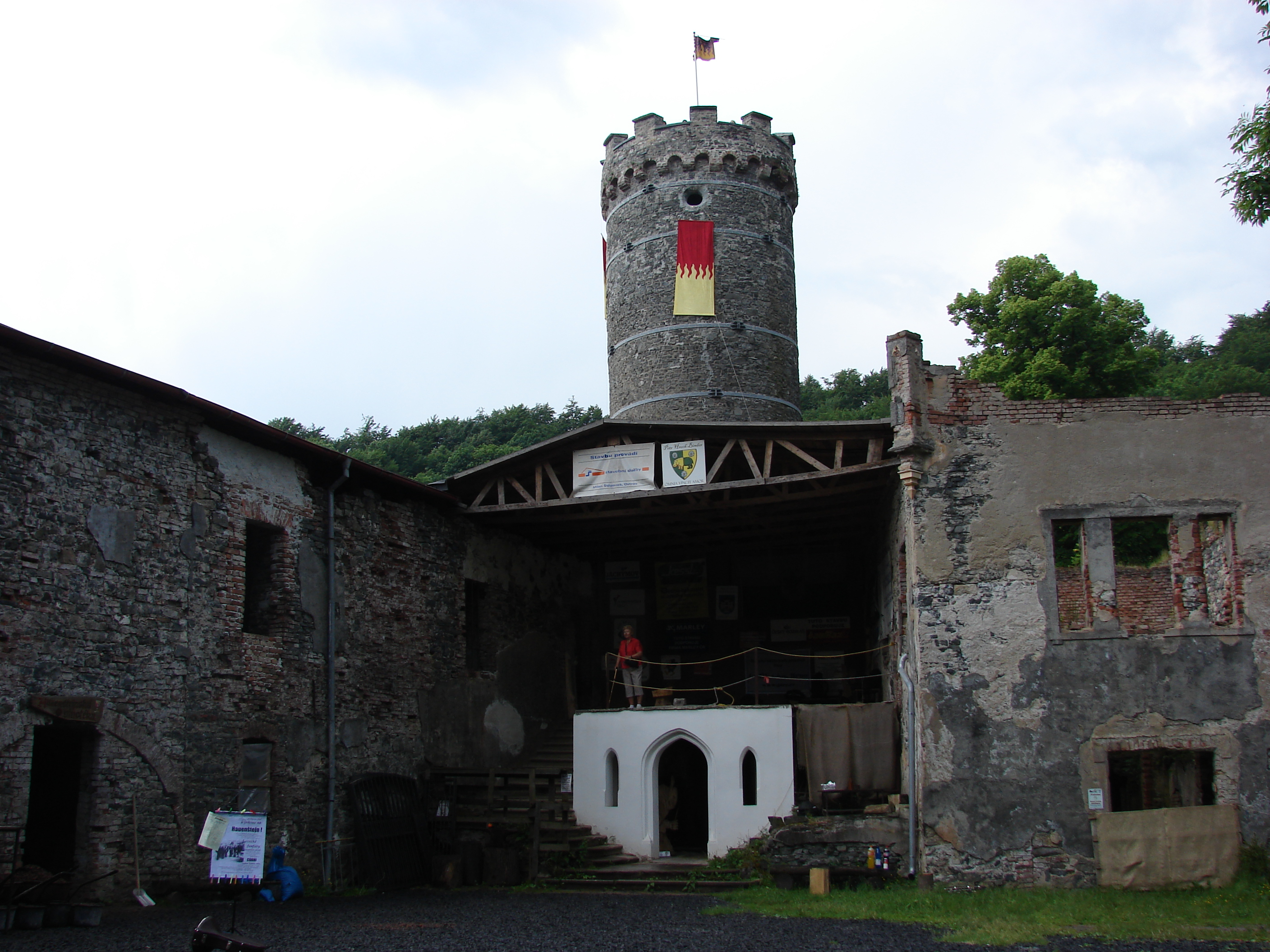
Hauenštejn

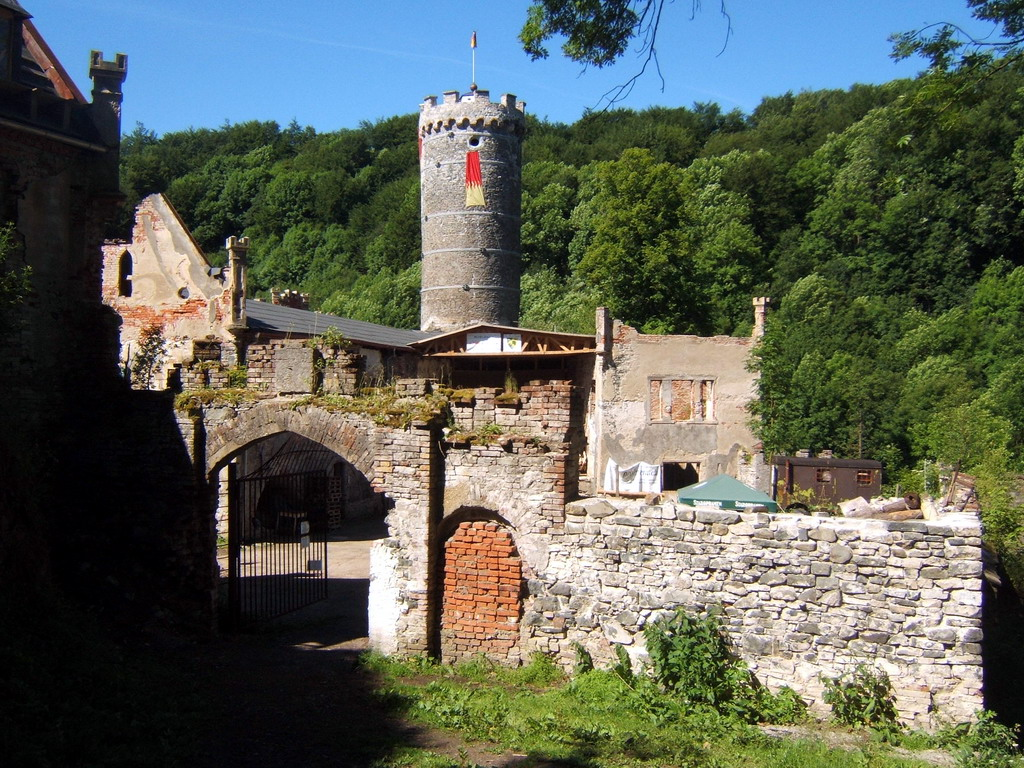
Hauenštejn

Hrad byl pravděpodobně založen v druhé polovině 13. století jako součást hraničního opevnění. To však není jisté. Jako druhá možnost se uvádí založení hradu jeho prvním doloženým majitelem – loketským purkrabím Mikulášem Winklerem. Ten ho však poměrně záhy přenechal klášteru v Doksanech. Klášter jej i s panstvím vyměnil 23. ledna 1336 s českým králem Janem Lucemburským za poplužní dvůr ve Velichově. Od té doby setrval jako součást královského majetku až do doby Karla IV. Ten jej převedl na neznámého majitele. Hrad poté vyměnil ještě několikrát svého majitele a byl používán jako zástava. Teprve v 16. století se dostal do rukou mocného rodu Šliků. Ti ho po požáru (kolem roku 1600) nechali nákladně přestavět z původní gotické do nové renesanční podoby. Podle dochovaných zpráv z té doby byl na zámku vybudován i pivovar. V této době je také rozšířen zámecký sad, hospodářství a postaven dřevěný vodovod. Šlikové drželi Hauenštejn až do roku 1663, kdy jej prodali vévodovi Juliu Jindřichovi Sasko-Lauenburskému. Od té doby tvořil Hauenštejn součást ostrovského panství. Julius Jindřich nechal zámek rozšířit a provedl mnohé stavební úpravy.
Roku 1689 zdědila Hauenštejn Francizska Sibyla Augusta. Zámek tak připadl do rukou rodu Augustů. Ti však v roce 1771 po meči vymřeli a celé panství i s hradem připadlo do majetku domu Habsbursko-lotrinského. Od roku 1826 spadal do souboru tzv. státních statků. Dne 30. října 1837 byl prodán hraběnce Gabriele Buquoyové v rámci rozprodeje státních statků. Buquoyové pak drželi Hauenštejn až do roku 1945. Během druhé světové války byl využíván jako středisko Hitlerjugend. Po válce byl zabaven a připadl do správy československého státu. V roce 1947 byl po rekonstrukci využíván jako rekreační středisko jáchymovských dolů. Později, do roku 1958, zde zase sídlil záchytný dětský domov. Od té doby nebyl využíván a chátral. Okresní národní výbor jej chtěl několikrát nechat zrekonstruovat, ale nenalezl pro něj dostatečné finance ani podporu. Po roce 1982 se dokonce uvažovalo o jeho demolici a zachování pouze věže k turistickým účelům. Avšak ústav památkové péče od jeho ochrany jako památky neupustil. Po roce 1992 přešel hrad a zámek Hauenštejn pod správu obce Krásný Les. Zastupitelstvo hledalo několikrát kupce. Až v letech 1999–2000 koupil hrad a zámek současný majitel – Pavel Palacký. Od té doby pracuje s neustále se rozrůstající skupinou lidí na obnově hradu a zámku a jeho využití jako kulturně-turistického objektu.

## Zajímavosti
- K hradu vedou dvě cesty: kratší návštěvníky dovede k rekonstruované Zámecké bráně, druhá ústí na hradním nádvoří a umožňuje výhled na hradní věž.
- Nad zámkem se na kopci (465 m)[3] nachází Hornohradská kaple, z jejíhož interiéru se dochovala pouze jedna dřevěná lavice. Pro kapli byly pořízeny lavice nové, konají se zde výstavy. V interiéru je vystavena dřevěná socha sv. Václava, která byla vyrobena pro pouť poutníka Petra „Hrocha“ Bindera r. 2007 do Vatikánu, kde byla požehnána papežem.[4]
- U kaple byla Ing. Jaroslavem Hejtíkem (1943–2001) roku 1971 založena botanická zahrada a arboretum, které nyní spravuje a řídí jeho syn Jakub. V zahradě jsou vysázeny listnaté i jehličnaté dřeviny, z nichž některé pochází z Japonska, Číny, Korey a severní Ameriky, dále tu rostou tradiční i méně známé trvalky, mj. skalničky a léčivé rostliny.[5]
- V sezóně na hradě probíhá řada akcí, např. hudební festivaly Jarní Slunohrad, Wicked Castle a Folková Ohře, konají se tu noční prohlídky, letní tábory a školy v přírodě.[6]
- Od roku 2014 se sem zhruba čtyřikrát do roka vrací parta dobrovolníků spolku „Opři se“ s dětmi z dětských domovů. Od roku 2018 zde spolek ve spolupráci s organizací INEX-SDA pořádá pravidelné mezinárodní workcampy. [7]